# Seeberg
Seeberg est une commune suisse du canton de Berne, située dans l'arrondissement administratif de Haute-Argovie.

## Histoire

Photo aérienne prise à 400 m par Walter Mittelholzer (1925)

Le 1er janvier 2016, la commune de Seeberg a absorbé son ancienne voisine de Hermiswil.
Le peintre Cuno Amiet est décédé à Oschwand, hameau de Seeberg.

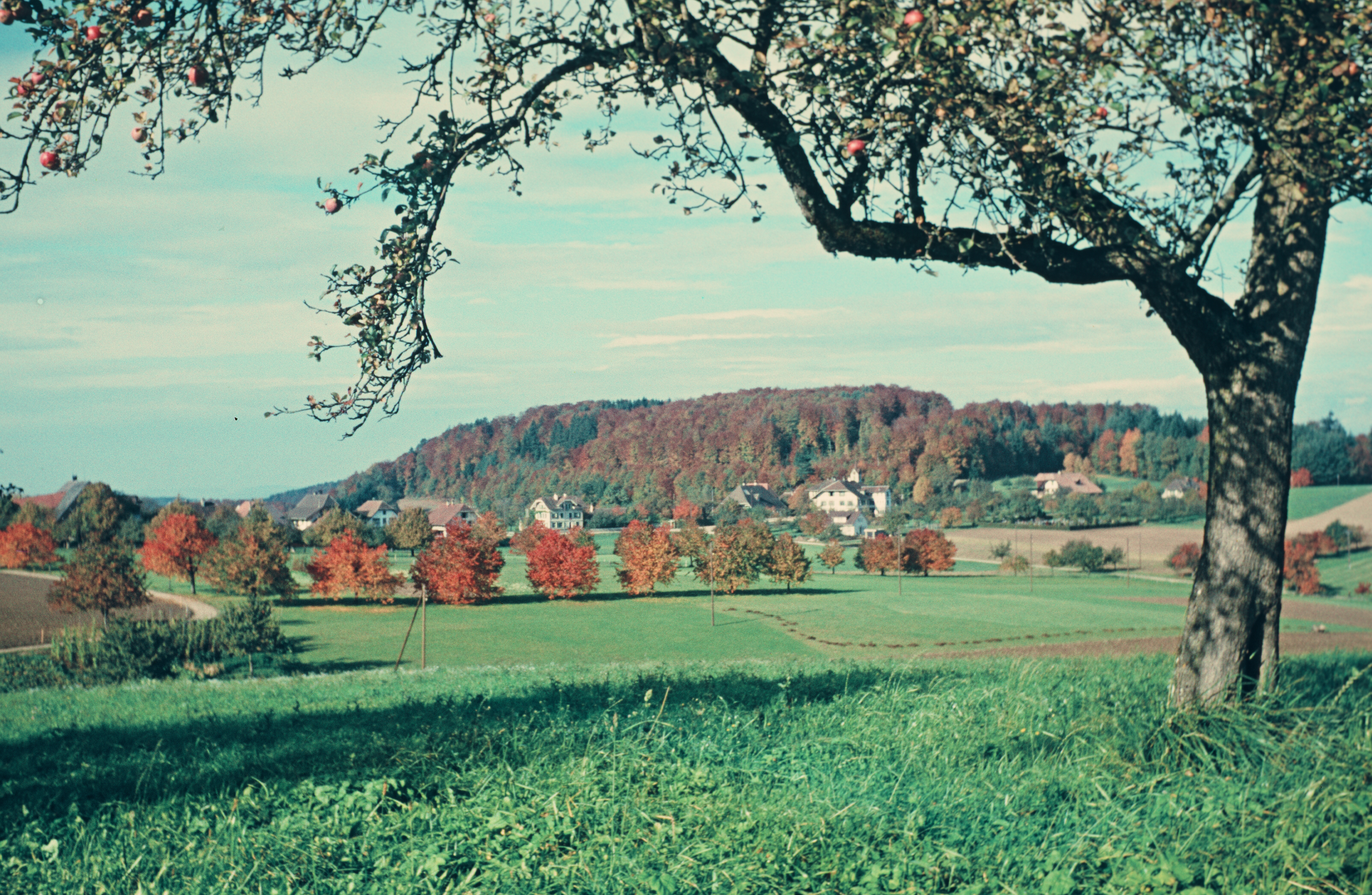
Hameau de Oschwand à Seeberg par Ernst Klöti, 1954

## Galerie

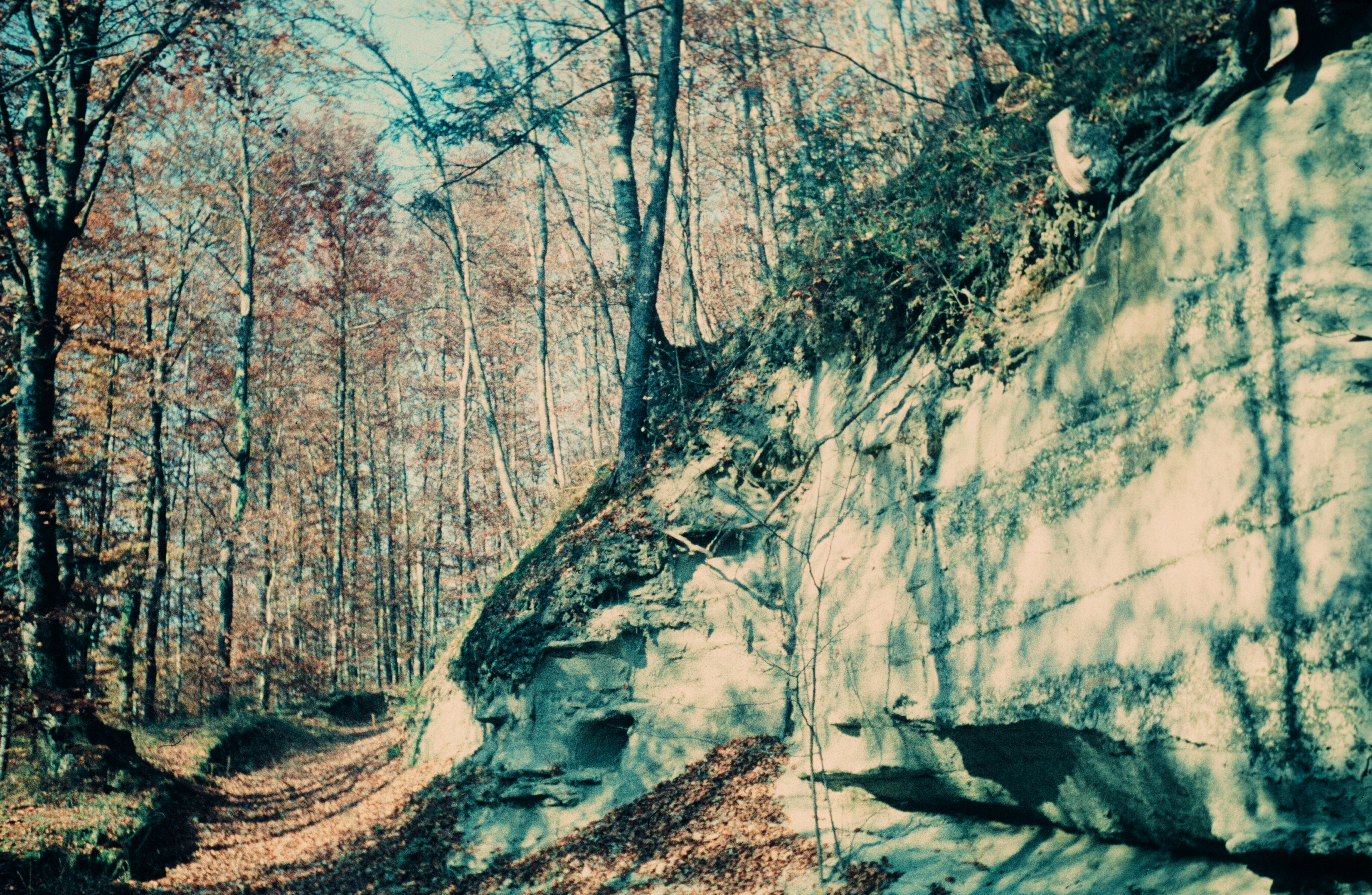
Photo Ernst Klöti, 1955.

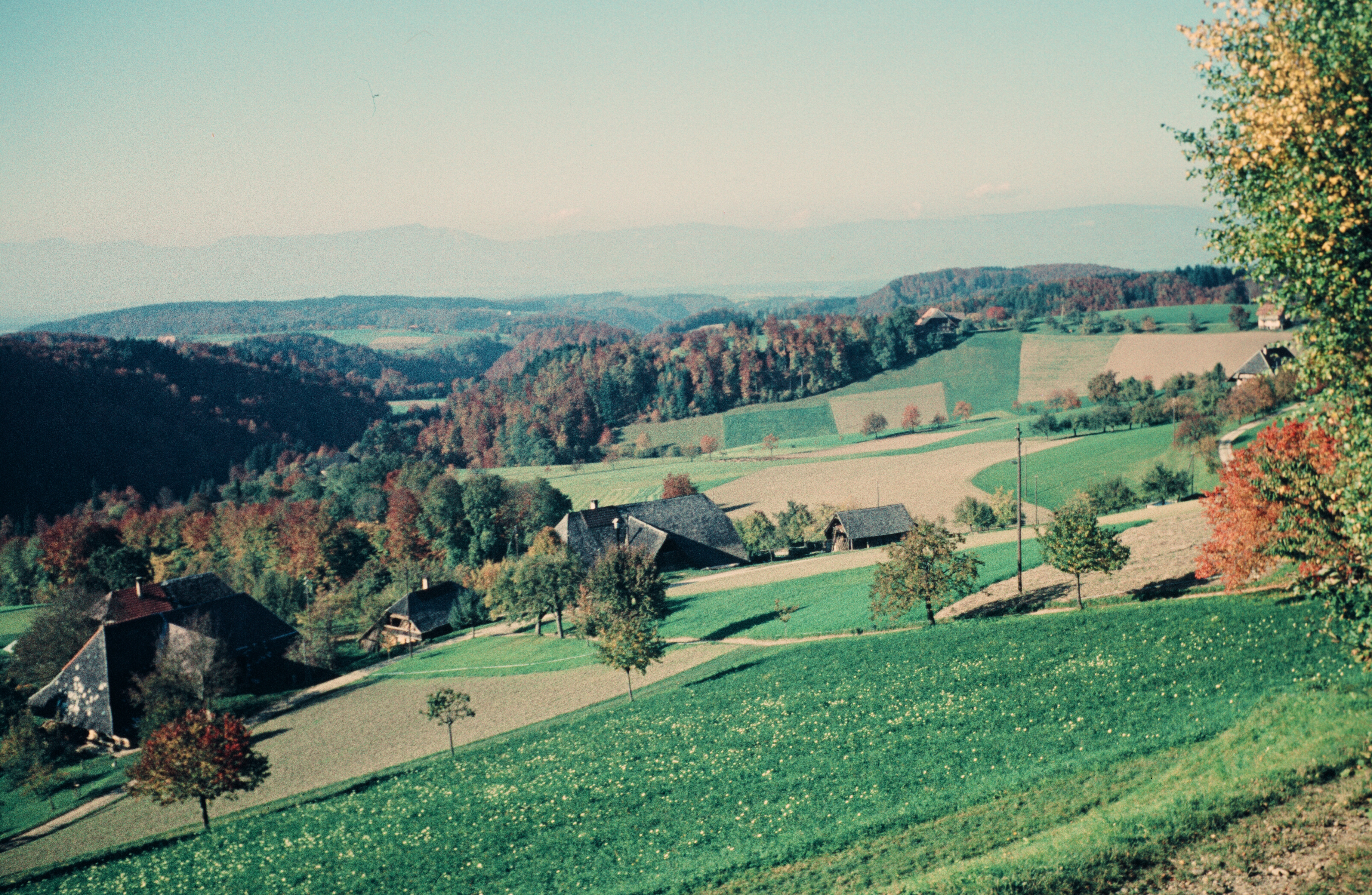
E. Klöti

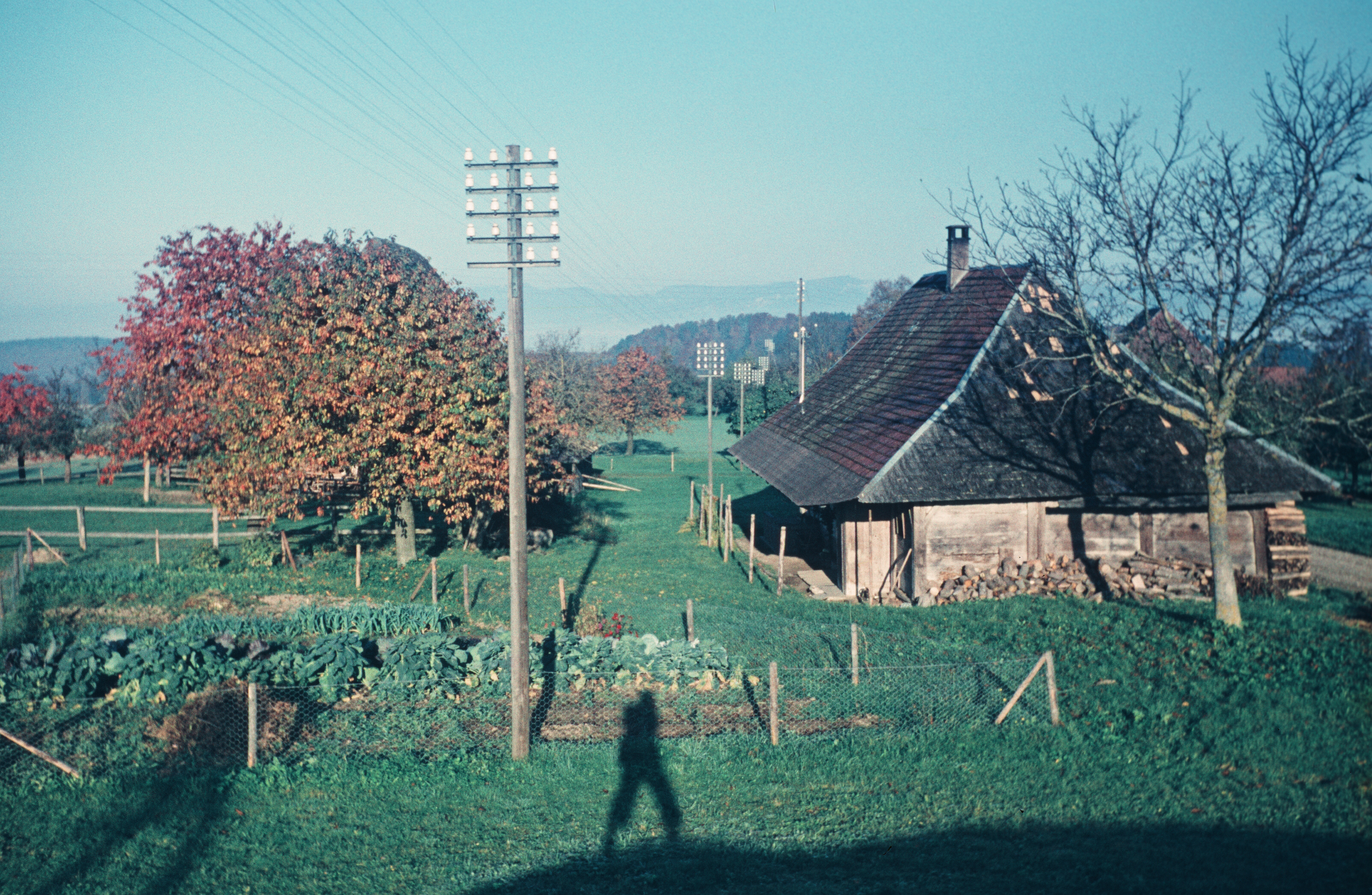
Klöti